# Helm Stierlin
Wilhelm Paul Stierlin (* 12. März 1926 in Mannheim; † 9. September 2021) war ein deutscher Psychiater, Psychoanalytiker und Systemischer Familientherapeut. Er war von 1974 bis 1991 der ärztliche Direktor und Lehrstuhlinhaber der Abteilung für Psychoanalytische Grundlagenforschung und Familientherapie an der Medizinischen Fakultät der Ruprecht-Karls-Universität Heidelberg.

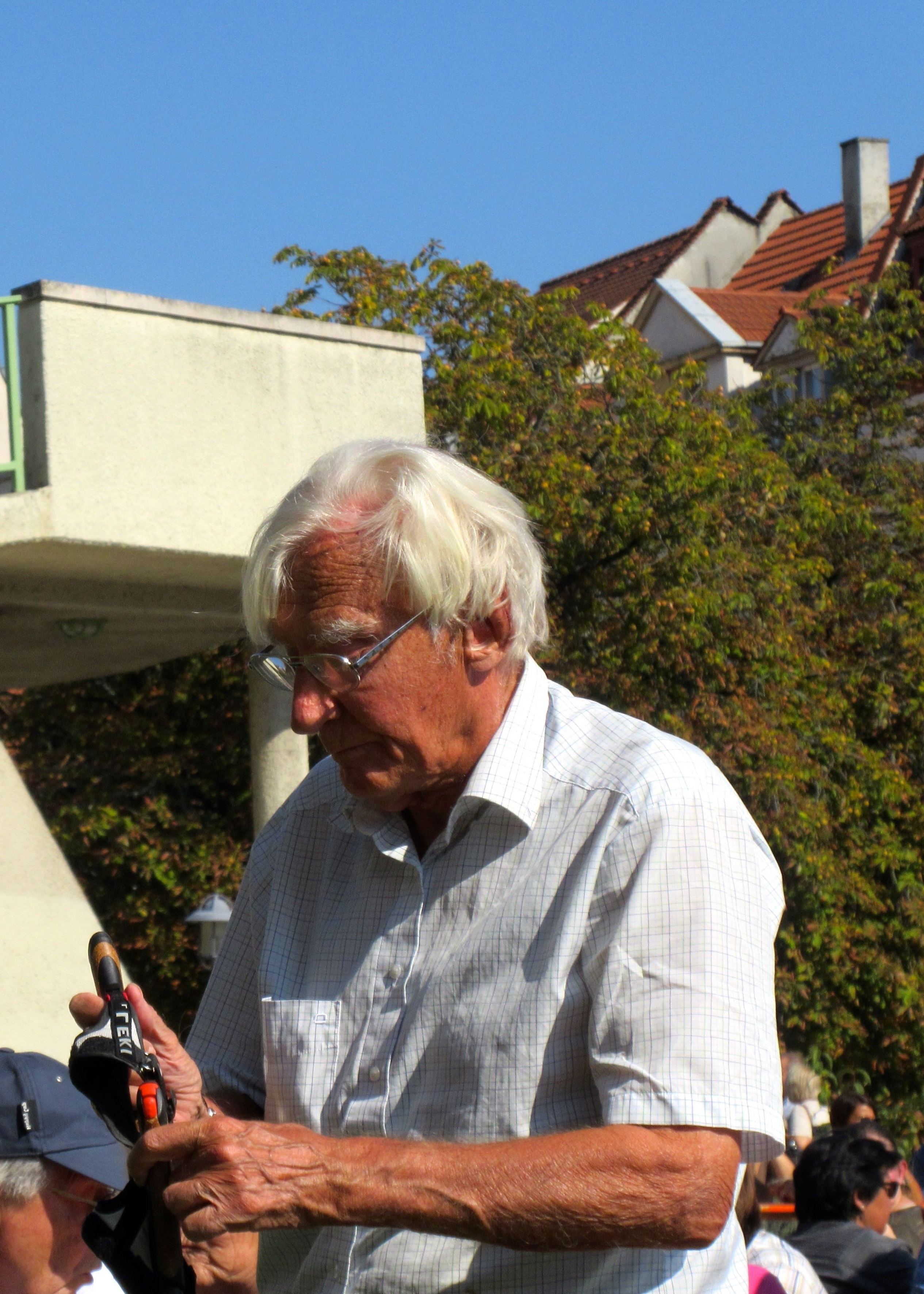
Helm Stierlin (2016)

## Leben

### Herkunft und Familie
Helm Stierlin wurde als ältester von drei Söhnen des Brückenbauingenieurs und Regierungsbaumeisters Paul Stierlin (* 1890 in Stuttgart; † 1. April 1945 in Mannheim) und seiner Ehefrau Elsbeth-Sophie, geb. Schöningh (* 1905 in Meppen; † 1995 in Neckarhausen), geboren. Seine Großeltern väterlicherseits waren Wilhelm Stierlin, Königlich Württembergischer Eisenbahndirektor (1853–1906), Nobilitierung durch Verleihung des Hausordens der Württembergischen Krone, und seine Ehefrau Anna Stierlin geborene Bilfinger (1856–1928), aus der über Generationen in Württemberg ansässigen Familie Bilfinger stammend. Johann Wendelin Bilfinger, Dekan in Cannstatt, später evangelischer Abt, ist ein Ahnherr von Helm Stierlin und der Vater des Georg Bernhard Bilfinger. Stierlins Großeltern mütterlicherseits waren der Gutsbesitzer Eduard Schöningh (* 1874 in Meppen; † 1957 in Meppen) und dessen Ehefrau Hanna Vüllers (* 1874 auf Haus Delecke † 1907 in Meppen.)
Helm Stierlin war mit der promovierten Schweizer Psychologin und Familientherapeutin Satuila Stierlin verheiratet. Der Ehe entstammen zwei Töchter. Stierlin starb im September 2021 im Alter von 95 Jahren.

### Jugend und Zweiter Weltkrieg
Durch den väterlichen Beruf bedingt zog die Familie Stierlin mehrmals um. Helm Stierlin wuchs in Mannheim, Großwallstadt, Neckarsteinach und von 1935 bis 1945 in Stettin heran. Er nahm als junger Soldat am Zweiten Weltkrieg teil. Nach der bedingungslosen Kapitulation der Wehrmacht am 7. Mai 1945 gelang es dem 19-Jährigen, über Prag die Heimat zu erreichen, ohne in Gefangenschaft zu geraten. Sein jüngerer Bruder Gerhard fiel als Flakhelfer im Alter von 17 Jahren. Der nationalsozialistisch orientierte Vater der drei Stierlin-Brüder nahm sich in den letzten Kriegstagen das Leben.

### Studium der Medizin und Philosophie
Als die Universitäten im Jahre 1945 wieder ihre Pforten öffneten, immatrikulierte sich Helm Stierlin nach Absolvierung eines Notabiturs an der Universität Heidelberg für das Studium der Medizin. Parallel zu den medizinischen Pflichtvorlesungen und Seminaren besuchte Stierlin, so oft es ihm gelang, die philosophischen Vorlesungen von Karl Jaspers, was ihm hin und wieder einen Spagat abverlangte, da die Vorlesungsorte der medizinischen Fakultät und der philosophischen Fakultät entfernt voneinander, aber die Pflichtvorlesungen und die ihn interessierenden wahlweise belegten Vorlesungen bei Karl Jaspers in Philosophie in ihrem Zeitplan sehr eng beieinander lagen. Neben Jaspers Denkansätzen blieben die Hegelsche Denkschule für Stierlin ein lebenslanges Paradigma.

#### Die medizinische Fakultät nach 1945 – erster Lehrstuhl für Psychosomatische Medizin

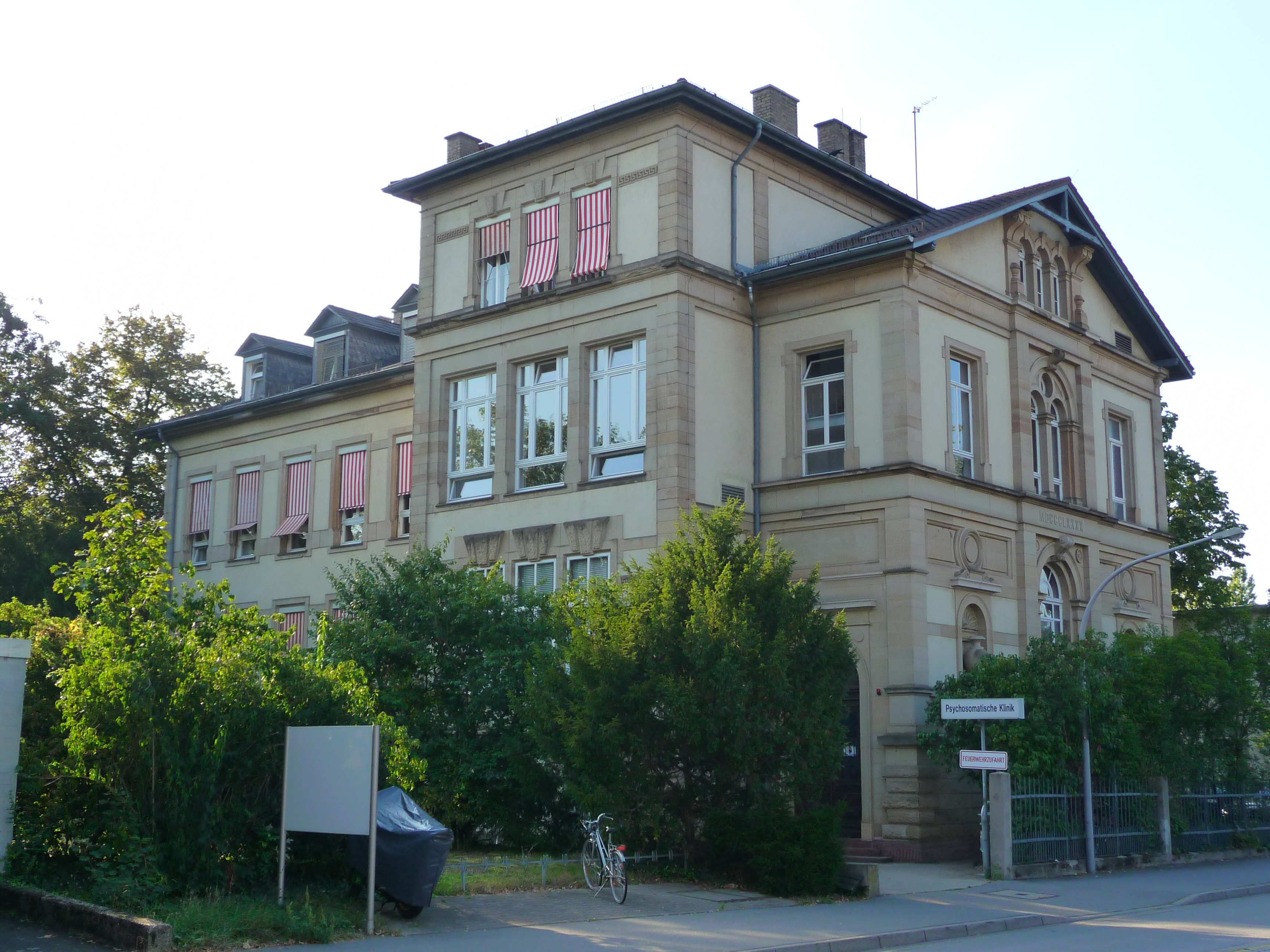
Psychosomatische Klinik in Heidelberg-Bergheim

Neben noch nicht aufgearbeiteten Entgleisungen der ethischen Haltung und medizinischen Handlungsweisen einiger Ordinarien an den medizinischen Fakultäten der Universitäten Deutschlands während der Zeit des Nationalsozialismus gab es nach 1945 in Heidelberg viele positive Forschungsansätze und neue interdisziplinäre Bande und Verknüpfungen, die insbesondere durch die wissenschaftlichen Denkansätze und die Forschungsarbeiten von Viktor von Weizsäcker und Alexander Mitscherlich auf den Weg gebracht worden waren. So wurde an der Universität Heidelberg 1950 ein Lehrstuhl für Psychosomatische Medizin eingerichtet, dessen erster Inhaber Viktor von Weizsäcker wurde. Mitscherlich, der am Zustandekommen wesentlich beteiligt war, verließ 1960 Heidelberg und ging nach Frankfurt am Main, wo er der erste Direktor nach dem Krieg am wieder gegründeten Sigmund-Freud-Institut wurde.
Stierlin promovierte 1950 in Philosophie bei Karl Jaspers an der Universität Heidelberg mit einer Dissertation zu: „Der Begriff der Verantwortung: Versuch einer Erörterung der pragmatischen Wissenschaftsethik John Deweys in Gegenüberstellung der Ethik Kants unter Berücksichtigung von Max Webers Wissenschaftsbegriff“. Berichterstatter war Kurt Rossmann, Mitberichterstatter war Hans-Georg Gadamer.
Fünf Jahre später promovierte Stierlin in Medizin bei Kurt Kolle und Gustav Bodechtel an der Medizinischen Fakultät der Ludwig-Maximilians-Universität München mit einer Dissertation zum Thema: „Der gewalttätige Patient: Eine Untersuchung über die von Geisteskranken an Ärzten und Pflegepersonen verübten Angriffe“.

### Forschungsjahre in Amerika
1957 ging Helm Stierlin in die Vereinigten Staaten. Hier arbeitete und forschte er insbesondere über die Psychopathologie der Schizophrenie, psychotische und psychosomatische Erkrankungen, den Ablösungsprozess in der Adoleszenz und die jüngsten therapeutischen Erfahrungen in der Familientherapie mit den  erweiternden therapeutischen Konzepten im Rahmen systemtheoretischer Denkansätze.
Stierlin unterbrach seinen Amerikaaufenthalt für ein Jahr von 1963 bis 1964, um einer Weiterbildung am Sanatorium Bellevue in Kreuzlingen nachzukommen. Danach leitete er von 1965 bis 1973 die Abteilung für Familientherapie am National Institute of Mental Health in Bethesda, Maryland. Während seiner Jahre in Amerika wurde er zu Gastdozenturen und  Gastprofessuren an verschiedene amerikanische Universitäten eingeladen. Er folgte auch den Einladungen zu Gastvorlesungen und Vorträgen nach Neuseeland und Australien.
Stierlin lernte während seiner Zeit in den USA die wichtigsten Pioniere auf dem Forschungsgebiet der Familientherapie kennen, darunter Gregory Bateson, Milton H. Erickson, Jay Haley, Margaret Mead, Salvador Minuchin, Virginia Satir und John Weakland.

### Ruf an die Ruprecht-Karls-Universität Heidelberg
Helm Stierlin erhielt 1974 einen Ruf nach Heidelberg auf den neu eingerichteten Lehrstuhl Abteilung für Psychoanalytische Grundlagenforschung und Familientherapie. Diesen Lehrstuhl bekleidete er bis zu seiner Emeritierung 1991.
Stierlin machte seine Studentenschaft mit den interdisziplinären Diskursen und Forschungsergebnissen auf dem Gebiet der Ätiologie und Pathogenese schizophrener Erkrankungen vertraut. Hierzu zählen die Arbeiten von Gregory Bateson, Wilfred Bion, Murray Bowen, Hilde Bruch, Noam Chomsky, Albert Ellis, George L. Engel, Erik H. Erikson, Milton H. Erickson, Sándor Ferenczi, Frieda Fromm-Reichmann, Stanislav Grof, Ronald Grossarth-Maticek, Jay Haley, Heinz Hartmann, Bärbel Inhelder, Don D. Jackson, Edith Jacobson, Otto Kernberg, Melanie Klein, Ronald D. Laing, Alexander Mitscherlich, Harry Stack Sullivan, Norbert Wiener und Lyman Wynne.
Stierlin gelang es, interdisziplinäre Fortbildungskongresse in Heidelberg zu organisieren, zu denen Mediziner, Psychologen, Neurobiologen, Molekularbiologen, Soziologen, Kybernetiker, Informatiker, Kommunikationswissenschaftler, Linguisten und weitere interdisziplinär forschende Wissenschaftler kamen, um sich gemeinsam mit ihren Kollegen und der Studentenschaft durch Vorträge und in Seminaren auszutauschen. Neben vielen anderen Wissenschaftlern waren als Lehrende zu Gast in Heidelberg Fritjof Capra, Heinz von Foerster, Ernst von Glasersfeld, Niklas Luhmann, Francisco Varela, Paul Watzlawick und Joseph Weizenbaum.
Neben der Abteilung Psychosomatik – hier war Walter Bräutigam auf den vakanten Lehrstuhl Viktor von Weizsäckers berufen worden und lehrte bis zu seiner Emeritierung 1986  –, entstand auch eine Abteilung für Psychotherapie und Medizinische Psychologie. Dieser Lehrstuhl wurde bis 1990 von Hermann Lang bekleidet. Von 1991 bis 2013 als Ärztlichem Direktor des Instituts für Medizinische Psychologie und Ordinarius für Psychotherapie und Medizinische Psychologie, war Rolf Verres Lehrstuhlinhaber.
Nach Stierlins Emeritierung wurde die Ausrichtung seiner Abteilung verändert; sie erhielt jetzt die Bezeichnung Psychosomatische Kooperationsforschung und Familientherapie, die kommissarische Vertretung hatte Gerd Rudolf bis 1998. Anschließend war Manfred Cierpka bis 2015 Lehrstuhlinhaber.

## Wirken
Stierlin war Mitgründer der Zeitschrift Familiendynamik und bis 1995 deren Herausgeber. Er war Autor und Koautor wissenschaftlicher Schriften und Bücher, die in zwölf Sprachen übersetzt wurden. Stierlin trug wesentlich zur Etablierung und Weiterentwicklung der systemischen Therapie in Deutschland bei.

## Auszeichnungen
- 1985: Distinguished Professional Contribution to Family Therapy Award der American Association for Marriage and Family Therapy

## Schriften
- Der Begriff der Verantwortung. Versuch einer Erörterung der pragmatischen Wissenschaftsethik John Deweys in Gegenüberstellung mit der Ethik Kants unter Berücksichtigung von Max Webers Wissenschaftsbegriff. Inaugural-Dissertation zur Erlangung der Doktorwürde, der Philosophischen Fakultät, der Ruprecht-Karls-Universität, Heidelberg 1950.
- Der gewalttätige Patient. Eine Untersuchung über die von Geisteskranken an Ärzten und Pflegepersonen verübten Angriffe. Inaugural-Dissertation an der Medizinischen Fakultät der Ludwig-Maximilian-Universität, München 1955. S. Karger, Basel (Schweiz) 1956.
- Adolf Hitler. Familienperspektiven. Suhrkamp, Frankfurt am Main 1975. (Neuauflage: 1995, ISBN 3-518-38861-4)
- Das Tun des Einen ist das Tun des Anderen. Eine Dynamik menschlicher Beziehungen. Suhrkamp, Frankfurt am Main 1976, ISBN 3-518-36813-3.
- Delegation und Familie. Beiträge zum Heidelberger familiendynamischen Konzept, Suhrkamp 1982, ISBN 3-518-37331-5.
- Ich und die anderen. Psychotherapie in einer sich wandelnden Gesellschaft. Klett-Cotta, 1994, ISBN 3-608-91631-8.
- mit Ronald Grossarth-Maticek: Krebsrisiken – Überlebenschancen: Wie Körper, Seele und soziale Umwelt zusammenwirken. Heidelberg 1998, ISBN 3-89670-534-2.
- Die Demokratisierung der Psychotherapie. Bilanz eines großen Psychotherapeuten. Klett-Cotta, 2003, ISBN 3-608-96003-1.
- Ways to the heart. Carl-Auer-Systeme-Verlag, Heidelberg 2005.
- Gerechtigkeit in nahen Beziehungen. Carl-Auer-Verlag, Heidelberg 2005.
- Psychoanalyse – Familientherapie – systemische Therapie. Entwicklungslinien, Schnittstellen, Unterschiede. Klett-Cotta, 2006, ISBN 3-608-94036-7.
- Krebsrisiken – Überlebenschancen. 3. Auflage. Carl-Auer-Verlag, Heidelberg 2006.
- Nietzsche, Hölderlin und das Verrückte.
- Haltsuche in Haltlosigkeit.
- Christsein 100 Jahre nach Nietzsche.
- Sinnsuche im Wandel. Herausforderungen für Psychoanalytik und Gesellschaft. Eine persönliche Bilanz. Carl-Auer-Verlag, Heidelberg 2010, ISBN 978-3-89670-754-3.